# Liga Española de Baloncesto Oro
Liga Española de Baloncesto Oro, talvolta abbreviata con LEB Oro, è la massima divisione della Liga LEB, la seconda divisione del campionato spagnolo di pallacanestro. 
Nella fase regolare le squadre si affrontano fra di loro con gare di andata e ritorno. La prima classificata è promossa alla Lega ACB e le classificate fra il 2º ed il 9º posto sono ammesse a disputare i Play Off, ad eliminazione diretta, con quarti, semifinali e finale.
Gli accoppiamenti dei quarti di finale sono i seguenti:
2° vs 9° - 3° vs 8° - 4° vs 7° - 5° vs 6°.
I quarti si disputano al meglio dei tre incontri con primo ed eventuale terzo incontro in casa della meglio classificata nella fase regolare.
Le quattro vincenti si incontrano in semifinale e finale con gara unica a concentramento (Final Four). La vincente, se soddisfa i requisiti tecnici ed economici previsti, è promossa alla Lega ACB.
Le ultime due classificate nella fase regolare sono retrocesse alla LEB Argento (LEB Plata)